# Pleš (Słowacja)
Pleš (węg. Fülekpilis) – wieś (obec) na Słowacji położona w kraju bańskobystrzyckim, w powiecie Łuczeniec. Pierwsze wzmianki o miejscowości pochodzą z roku 1246. 
Według danych z dnia 31 grudnia 2012, wieś zamieszkiwało 221 osób, w tym 114 kobiet i 107 mężczyzn.
W 2001 roku rozkład populacji względem narodowości i przynależności etnicznej wyglądał następująco:
- Słowacy – 47,32%
- Czesi – 0,45%
- Polacy – 0,45%
- Węgrzy – 51,34%

Ze względu na wyznawaną religię struktura mieszkańców kształtowała się w 2001 roku następująco:
- Katolicy rzymscy – 98,21%
- Grekokatolicy – 0,45%
- Ewangelicy – 0,89%
- Nie podano – 0,45%